# Yuliana Peniche
Yuliana Delgadillo Ortiz también conocida como Yuliana Peniche (Ciudad de México, 29 de agosto de 1981) es una ex actriz de televisión y conductora mexicana.

## Carrera
Yuliana inició su carrera desde muy temprana edad, estudiando actuación, canto y baile en el Centro de Educación Artística de Televisa (CEA). A la edad de 9 años debutó como actriz en la telenovela Madres egoístas interpretando a Carmen en su etapa de niñez.
En 1995 tuvo gran reconocimiento como actriz por participar en la exitosa telenovela Maria la del barrio, un remake de Los ricos también lloran donde compartió créditos con Thalia y Fernando Colunga. Ese mismo año tiene una participación especial en Alondra personificando la etapa joven de la protagonista.
En 2002 debuta en la conducción en el famoso programa de concursos Vida TV. 
Posteriormente participó en telenovelas como Salomé, Velo de novia, Mar de amor, entre muchas más.
También apareció en varios episodios de Mujer, casos de la vida real y en otros unitarios como La rosa de Guadalupe y Como dice el dicho.
En 2016 se une al elenco de la producción de Nathalie Lartilleux Nicaud Un camino hacia el destino siendo este su último proyecto.

## Trayectoria
| Año       | Proyecto                     | Rol                           |
| --------- | ---------------------------- | ----------------------------- |
| 2023      | Los 50                       | Concursante                   |
| 2022      | Las estrellas bailan en Hoy  | Concursante                   |
| 2020      | Te doy la vida               | Carmina                       |
| 2016      | Un camino hacia el destino   | Andrea Fonseca                |
| 2013-2015 | Como dice el dicho           | Rebeca / Laura                |
| 2013      | Corazón indomable            | Ofelia                        |
| 2008      | La rosa de Guadalupe         | Mia / Andrea                  |
| 2011      | La fuerza del destino        | Carmen                        |
| 2009-2010 | Mar de amor                  | Reyna                         |
| 2007-2012 | Se Vale                      | Conductora                    |
| 2007      | Destilando amor              | Margarita                     |
| 2006-2007 | Otro rollo                   | Conductora                    |
| 2005      | Bajo el mismo techo          | Ximena Acosta                 |
| 2003      | Velo de novia                | Aniseta "Anny" Paz            |
| 2003      | Niña amada mía               | Luz Arrieta                   |
| 2002      | Vida TV                      | Conductora                    |
| 2001      | Salomé                       | Money                         |
| 1999      | DKDA: sueños de juventud     | Jessica                       |
| 1997-2005 | Mujer, casos de la vida real | Varios                        |
| 1995      | Alondra                      | Alondra Díaz Real (niña)      |
| 1995      | Maria la del barrio          | Alicia Montalban Smith        |
| 1991      | Madres egoístas              | Carmen Ledesma Arriaga (niña) |